# Тиран вилохвостий
Тиран вилохвостий (Tyrannus savana) — вид горобцеподібних птахів родини тиранових (Tyrannidae). Мешкає в Мексиці, Центральній і Південній Америці.

## Опис

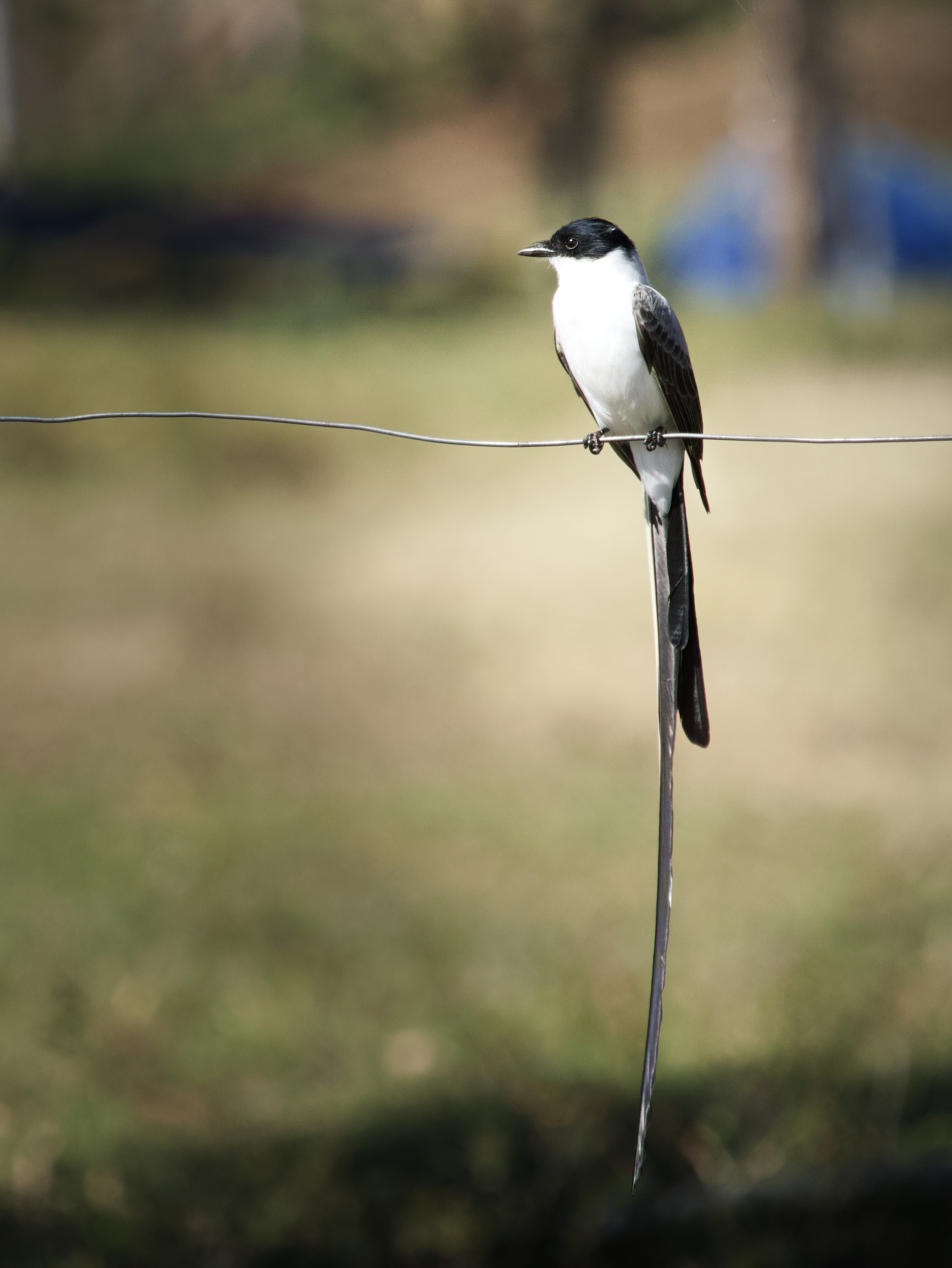
Вилохвостий тиран (Колумбія)

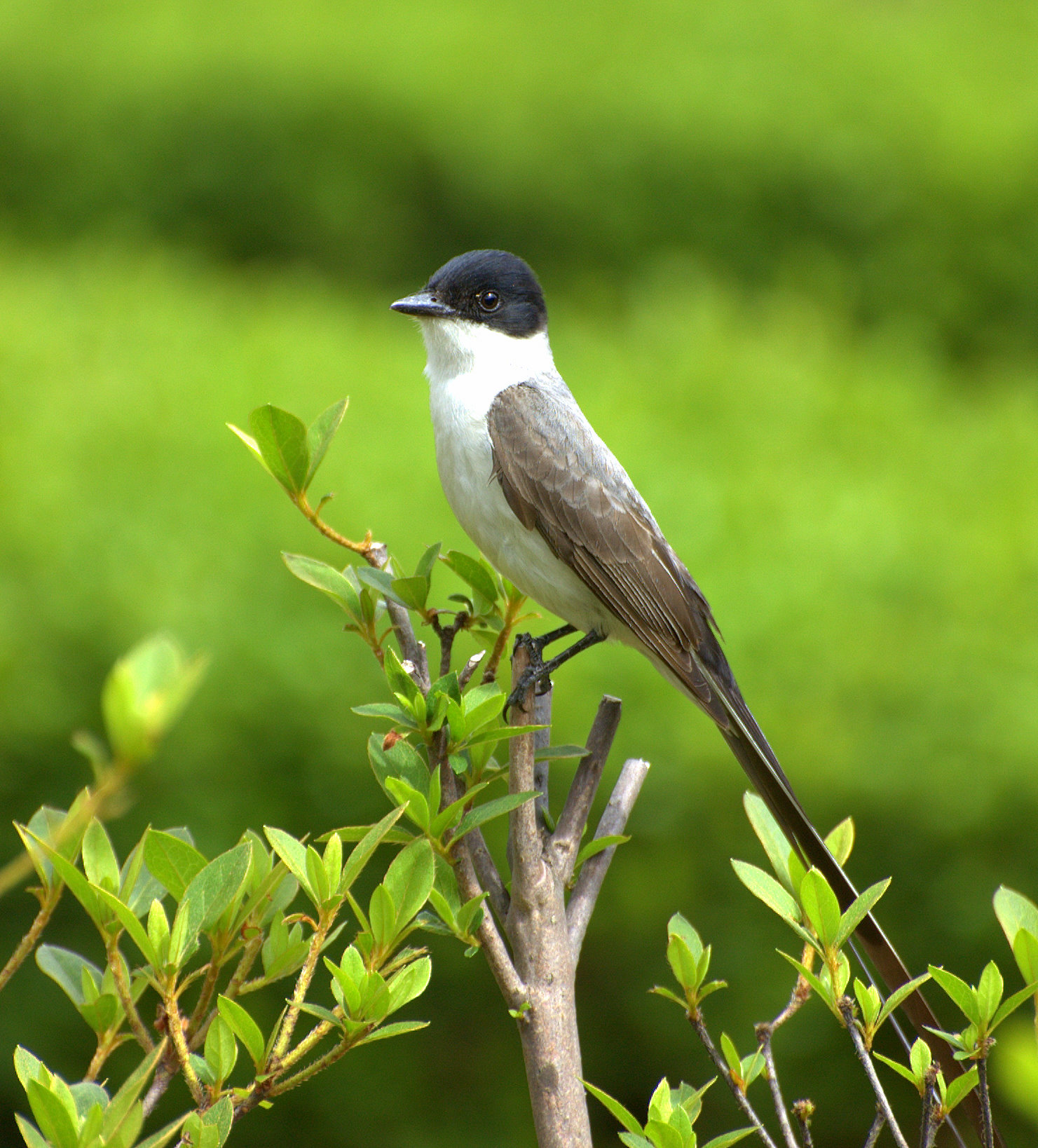
Вилохвостий тиран (Іпіранга, штат Сан-Паулу, Бразилія)

Довжина самців (враховуючи дуже довгий, роздвоєний хвіст) становить 37–41 см, довжина самиць 28-30 см, вага 28-32 г. Верхня частина голови чорна, верхня частина тіла сіра, нижня частина тіла біла. На тімені малопомітна руда смуга, прихована оточуючим пір’ям. Крила коричневі. У самців є дуже довгий, роздвоєний, чорний хвіст, що є у 2-3 рази довшим за довжину птаха від дзьоба до основи хвоста. У самиць він помітно коротший.

## Таксономія
Вилохвостий тиран був описаний 1760 році французьким натуралістом Матюреном Жаком Бріссоном під франуцзькою назвою "le tyran à queue fourchue" та у 1780 році французьким натуралістом Жоржем-Луї Леклерком де Бюффоном під назвою "le savana". Науково вид був описаний у 1802 році, коли французький зоолог Франсуа-Марі Доден надав цьому виду біномінальну назву Tyrannus savana. Типовою місцевістю вилохвостого тирана є Суринам.

### Підвиди
Виділяють чотири підвиди:
- T. s. monachus Hartlaub, 1844 — від південної Мексики до Колумбії, Гвіани і північної Бразилії (Рорайма), острів Тринідад;
- T. s. sanctaemartae (Zimmer, JT, 1937) — північна Колумбія і північно-західна Венесуела;
- T. s. circumdatus (Zimmer, JT, 1937) — схід центральної Бразилії (Амапа, Пара, східний Амазонас);
- T. s. savana Daudin, 1802 — центральна, південна і південно-східна Бразилія, північна і східна Болівія, Парагвай, Уругвай, північна і центральна Аргентина.

## Поширення і екологія
Вилохвості тирани гніздяться від південної Мексики до центральної Аргентини. В залежності від регіону популяції можуть бути осілими, вести кочовий спосіб життя або бути перелітними. Південні популяції взимку мігрують до Амазонії. Бродячі птахи спостерігалися на Карибах, на східному узбережжі США та на Фолклендських островах. Вилохвості тирани живуть на відкритих місцевостиях, місцями порослих чагарниками, зокрема в саванах серрадо, пампі, льяносі, а також у вологих чагарникових заростях, в очеретяних заростях і галерейних лісах на берегах річок, на болотах, луках і пасовищах, поблизу людських поселень. Зустрічаються парами або зграями до 50 птахів, на висоті до 4100 м над рівнем моря, переважно на висоті до 1000 м над рівнем моря.

## Поведінка
Вилохвості тирани живляться комахами та іншими безхребетними, яких ловлять в польоті. Вони здатні розвивати швіткість польоту до 105 км/год, а довгий хвіст допомагає їм швидко маневрувати в польті. Іноді вилохвості тирани доповнюють свій раціон ягодами і плодами. Початок сезону розмноження різниться в залежності від регіону. Перед початком гніздування самці виконують демонстраційні польоти, розправляючи свої довгі стернові пера. Гніздо має чашоподібну форму, розміщується на дереві, в кладці від 2 до 5 білуватих, поцяткованих темними плямками яєць. Інкубаційний період триває 14-17 днів, пташенята покидають гніздо через 13-16 днів після вилуплення. Вилохвості тирани аргесивно захищають свою територію навіть від птахів, більших за них самих.